# 藤原実明
藤原 実明（ふじわら の さねあきら、旧字体：藤󠄁原 實明󠄁）は、平安時代後期から鎌倉時代初期にかけての公卿。藤原北家閑院流、権大納言・藤原公通の次男。官位は従二位・参議。

## 経歴
応保3年（1163年）従五位下に叙爵。永万2年（1166年）に侍従に任ぜられ、仁安3年（1168年）従五位上に叙せられた。嘉応2年（1170年）土佐介を兼任。
承安3年（1173年）正五位下に叙せられる。治承3年（1179年）右近衛少将に任ぜられ、治承4年（1180年）周防介を兼ねた。養和元年11月（1182年1月）従四位下に進み、寿永元年（1182年）には従四位上に叙せられる。寿永2年（1183年）昇殿を聴される。また、後白河法皇より閏10月6日、紀伊国日高郡の荘園・高家荘の預職に補されている。寿永3年（1184年）正四位下・美濃守に叙任された。
元暦2年（1185年）正月、藤原季範の木工頭任官の替わりに備前守に任じ、6月には源雅賢の解官により播磨守に任ぜられた。文治2年12月（1187年1月）右近衛中将に転じて、建久2年（1191年）蔵人頭に補任。建久4年12月（1194年1月）参議に任ぜられて公卿に列した。建久5年（1194年）備後権守を兼任。建久6年（1195年）には兄・実宗の譲りで従三位に叙せられた。
建久10年（1199年）正三位・伊予権守に叙任される。正治2年（1200年）に参議を辞退して民部卿に遷任。元久2年（1205年）に民部卿を辞任して従二位に叙せられた。承元3年（1209年）出家して、貞応2年（1223年）8月16日、71歳で薨去。

## 官歴
※以下、『公卿補任』の記載に随う。
- 応保3年（1163年）正月5日：従五位下（太皇太后仁平二年御給）。
- 永万2年（1166年）8月21日：侍従。
- 仁安3年（1168年）正月6日：従五位上（上西門院当年御給）。
- 嘉応2年（1170年）正月18日：土佐介を兼ぬ。
- 承安3年（1173年）
  - 正月6日：正五位下（建春門院当年御給）。
  - 6月9日：復任。
- 治承3年（1179年）10月10日：右近衛少将。
- 治承4年（1180年）正月28日：周防介を兼ぬ。
- 養和元年11月28日（1182年1月4日）：従四位下。少將如元。
- 寿永元年（1182年）11月28日：従四位上（大嘗會叙位。院臨時御給）。
- 寿永2年（1183年）8月20日：昇殿。
- 寿永3年（1184年）
  - 正月6日：正四位下（院当年御給）。
  - 9月18日：美濃守を兼ぬ（院分。源義廣解官替）。少將如元。
- 元暦2年（1185年）
  - 正月20日：備前守（院分。季範任木工頭替）。
  - 6月29日：播磨守を兼ぬ（院分。雅賢解官替）。
- 文治2年12月15日（1187年1月26日）：右近衛中将に転ず。守如元。
- 建久2年（1191年）10月26日：蔵人頭。
- 建久4年12月9日（1194年1月3日）：参議。
- 建久5年（1194年）正月30日：備後権守を兼ぬ。
- 建久6年（1195年）4月7日：従三位（東大寺供養。実宗譲）。
- 建久9年12月28日（1199年1月26日）：復任（母）。
- 建久10年（1199年）
  - 正月7日：正三位（臨時加叙）。
  - 3月23日：伊予権守を兼ぬ。
- 正治2年（1200年）4月1日：民部卿に遷り、参議を辞す。
- 元久2年（1205年）正月5日：民部卿を辞し、従二位に叙す。
- 承元3年（1209年）7月7日：出家。
- 貞応2年（1223年）8月16日：薨去。

## 系譜
- 父：藤原公通
- 母：藤原通基の娘
- 妻：玄修の娘
  - 男子：藤原公雅（1183-1248）
- 生母不明の子女
  - 男子：藤原公綱
  - 男子：明暹
  - 男子：明辨（1174-1246）
  - 男子：公遍
  - 男子：公縁
  - 男子：公真